# Astroworld音乐节
Astroworld音乐节（英語：Astroworld Festival），又譯天文音樂節或天文世界音樂節，是由美国说唱歌手特拉维斯·斯科特自2018年起举办的一年一度（2020年因2019冠狀病毒病疫情停辦）的音樂節，該音樂節在美國德克萨斯州休斯敦的NRG公园举办。

## 2021年人踩人事故
2021年11月5日，Astroworld音乐节發生踩踏事件，造成至少8人死亡。

## 外部鏈接
- 官方网站